# Morelos (Zacatecas)
Morelos è una municipalità dello stato di Zacatecas, nel Messico centrale, il cui capoluogo è la località omonima.
Conta 11.493 abitanti (2010) e ha una estensione di 181,24 km².
La località è dedicata a José María Morelos y Pavón, eroe della guerra d'indipendenza del Messico.